# Sylvain Loccufier
Sylvain Loccufier (Brugge, 1 november 1934) is een Belgische econoom.

## Levensloop
Loccufier was hoogleraar aan en ererector van de Vrije Universiteit Brussel (VUB). In 2017 ontving hij, samen met de VUB, de Prijs Vrijzinnig Humanisme.
Hij was voorzitter van Uitstraling Permanente Vorming (UPV) en van 1990 tot 1995 voorzitter van het Humanistisch Verbond. Ook ijverde hij voor het legaliseren van de euthanasiepraktijk.
Hij is een broeder bij de Aalsterse loge Ontwaken, die behoort tot het Grootoosten van België.  Tussen 1984 en 1986 was hij grootmeester van deze obediëntie.